# Бретценхайм
Бретценхайм (нем. Bretzenheim) — община в Германии, в земле Рейнланд-Пфальц. 
Входит в состав района Бад-Кройцнах. Подчиняется управлению Лангенлонсхайм.  Население составляет 2462 человека (на 31 декабря 2010 года). Занимает площадь 5,81 км².